# 200 a. C.
El año 200 a. C. fue un año del calendario romano prejuliano. En el Imperio Romano, fue conocido como el año 554 Ab Urbe condita. Fue el primer año del siglo II a. C.

## Acontecimientos
Aparece la primera botella de vidrio del mundo.

### Imperio seléucida
- Las fuerzas de Antíoco III el Grande continúan su invasión de Celesiria y Palestina.El Imperio seléucida ocupó un gran espacio geográfico, desde el mar Egeo a lo que hoy son Afganistán y Pakistán, creando un crisol de pueblos diversos, como griegos, iranios, asirios, judíos, hindúes, etc.
- De alrededor de este año datan los manuscritos del Mar Muerto, hallados en 1947. Incluyen el libro de Isaías y fragmentos de todos los demás del Antiguo Testamento, excepto del de Ester. Posteriormente se encontrarían más manuscritos.[1]

### Grecia
- La flota de Filipo V de Macedonia derrota a los rodios en la batalla de Lade. Sus fuerzas avanzan entonces hacia Pérgamo, saqueando su territorio y atacando a las ciudades de Caria.
- Los acarnanianos, con apoyo de Macedonia, invaden Ática, haciendo que Atenas, que previamente ha mantenido su neutralidad, busque ayuda de los amigos de Filipo. Átalo I de Pérgamo, que está con su flota en Egina, recibe una embajada de Atenas pidiéndole que venga a la ciudad para consultas. Después de que se le diga que los embajadores romanos están también en Atenas, Átalo va rápidamente allí.
- El embajador romano a Grecia, Siria y Egipto, Marco Emilio Lépido entrega un ultimátum a Filipo V advirtiendo a Macedonia que no haga la guerra a ningún estado griego. Filipo decide rechazar el ultimátum romano y los romanos declaran la guerra a Macedonia, empezando así la segunda guerra macedónica.
- El cónsul romano, Publio Sulpicio Galba Máximo, pide a Átalo I y su flota para encontrarse con la flota romana frente a la costa egea griega y llevan a cabo una campaña naval contra Filipo V, atacando las posesiones macedonias en el Egeo.

### República Romana
- Fuerzas romanas derrotan a los galos de la Galia Cisalpina en la batalla de Cremona.
- Fecha aproximada de introducción de las bacanales (bacchanalia) dedicada al dios romano Baco que son introducidas en Roma desde la baja Italia a través de Etruria.

### Hispania
- El procónsul L. Léntulo es sustituido por Cayo Cornelio Cetego en la Hispania Citerior; se prorroga el mando del procónsul L. Manlio Acidino en la Hispania Ulterior.[2] Hispania era el nombre dado por los romanos a la península ibérica y parte de la nomenclatura oficial de las tres provincias romanas que crearon ahí: Hispania Ulterior Baetica, Hispania Citerior Tarraconensis e Hispania Ulterior Lusitania. Otras provincias formadas después fueron Carthaginensis y Gallaecia.
- Es esculpida la Dama de Elche, escultura ibera consistente en un busto en piedra caliza que representa a una mujer ricamente ataviada.[1]

### América
- En México, la cultura zapoteca comienza su período de mayor desarrollo. La cultura zapoteca fue una civilización mesoamericana cuyos herederos habitan en los actuales estados mexicanos de Oaxaca, Guerrero, Puebla y Veracruz. La principal fuente económica de los zapotecas en la época prehispánica era la agricultura, el maíz, frijoles.
- En Colombia sistema de cacicazgos se desarrollan en el sur y cordillera Central.

### India
- Aproximadamente en este siglo que en la India se escriben las Leyes de Manu, bajo el reinado de Púsiamitra Shunga, enemigo de los budistas.

### China
- Comienza la construcción del Palacio Weiyang en la capital de la Dinastía Han, Chang'an.
- Los xiongnu aparecen en las fronteras occidentales de China.
- El emperador Han Liu Bang es derrotado por los xiongnu en la batalla de Baideng.
- Se acaba la Gran Muralla China.

## Nacimientos
- Polibio, historiador griego.